# Gino De Biasi (calciatore 1905)
Gino De Biasi (Cividale del Friuli, 5 agosto 1905 – ...) è stato un calciatore italiano, di ruolo centrocampista.

## Carriera
Con l'Udinese disputa 24 gare nei campionati di Prima Divisione 1922-1923 e Prima Divisione 1925-1926.
Milita nell'Udinese fino al 1928, per passare poi alla Monfalconese per cinque tornei di seconda serie tra Prima Divisione e Serie B.
A partire dalla stagione 1929-1930 disputa in totale 92 partite mettendo a segno 6 reti nell'arco di quattro campionati di Serie B, l'ultimo dei quali interrotto dopo 6 giornate per il ritiro della società friulana.